# Gavri'el Kohen
Gavri'el Kohen (hebrejsky: גבריאל כהן, narozen 30. května 1928 – 9. dubna 2021) byl izraelský politik a bývalý poslanec Knesetu za strany Ma'arach, Izraelská strana práce a opět Ma'arach.

## Biografie
Narodil se v Jeruzalému. Absolvoval střední školu v Tel Avivu, Hebrejskou univerzitu a Oxfordskou univerzitu. Byl členem jednotek Palmach a bojoval na různých místech během války za nezávislost v roce 1948. Přednášel středověké a novověké dějiny na Telavivské univerzitě, kde byl od roku 1976 profesorem, později v letech 1983–1986 děkanem fakulty humanitních studií. Publikoval několik knih na téma dějin Izraele.

## Politická dráha
V roce 1953 vstoupil do strany Achdut ha-avoda. V izraelském parlamentu zasedl po volbách v roce 1965, do nichž šel na kandidátce formace Ma'arach. V průběhu volebního období dočasně přešel s celou stranou do poslaneckého klubu Strany práce, aby se pak vrátil k názvu Ma'arach. Byl členem výboru pro vzdělávání a kulturu, výboru pro ústavu, právo a spravedlnost a výboru pro zahraniční záležitosti a obranu. Ve volbách v roce 1969 poslanecký mandát neobhájil.